# Sirsa (ort i Indien, Uttar Pradesh, Allahabad)
Sirsa är en ort i Indien.   Den ligger i distriktet Allahabad och delstaten Uttar Pradesh, i den centrala delen av landet, 600 km sydost om huvudstaden New Delhi. Sirsa ligger 96 meter över havet och antalet invånare är 12 608.
Terrängen runt Sirsa är mycket platt. Runt Sirsa är det tätbefolkat, med 636 invånare per kvadratkilometer. Närmaste större samhälle är Handiā, 14,6 km nordost om Sirsa. Trakten runt Sirsa består till största delen av jordbruksmark.